# Julien Lahaut
Julien Lahaut (Seraing, 6 september 1884 – aldaar, 18 augustus 1950) was een Belgisch politicus, Belgische militair in Rusland tijdens de Eerste Wereldoorlog en voorzitter van de Kommunistische Partij van België (KPB-PCB). Hij werd vermoord een week nadat Boudewijn op 11 augustus 1950 de eed aflegde als koninklijke prins. Op de plechtigheid riep iemand toen "Vive la République!" wat aan Lahaut werd toegeschreven, maar daar is ook vaak aan getwijfeld. In 2008 vroeg de Belgische Senaat om een onderzoeksopdracht naar de moord en het verloop van het gerechtelijk onderzoek. In 2015 stelden drie historici hun resultaten voor. De moord werd gepleegd door een anticommunistische inlichtingen- en actiedienst en zou dus slechts onrechtstreeks te maken hebben gehad met de Koningskwestie.

## Biografie

### Jeugd
Julien Lahaut was de zoon van een metaalarbeider en een huisvrouw en groeide op in een volkswijk. Zijn vader was syndicaal actief en militeerde voor de socialistische Belgische Werkliedenpartij. Nadat hij het lager onderwijs had doorgelopen, studeerde hij nog twee jaar aan de industriële school. Op zijn veertiende ging Lahaut als arbeider werken in een kleine koperfabriek. Vervolgens was hij als staalarbeider aan de slag bij Cockerill en werd er actief in het syndicalisme. Na deelname aan de staking van 1902 werd hij ontslagen. In 1905 was hij medeoprichter van de metaalarbeidersvakbond Relève-toi, die aan de basis zou liggen van de latere Centrale van Metaalarbeiders binnen de Belgische Werkliedenpartij. Wegens zijn syndicale activiteiten werd hij in 1908 ontslagen bij de kristalfabriek Val-Saint-Lambert. Vervolgens werkte Lahaut als syndicaal afgevaardigde. In 1913 werd hij opgepakt tijdens de laatste algemene staking voor het algemeen kiesrecht.

### Eerste Wereldoorlog
Bij het uitbreken van de Eerste Wereldoorlog in 1914 werd hij niet gemobiliseerd, maar sloot zich als vrijwilliger aan bij het Belgische leger dat hij vervoegde na een reis via het neutrale Nederland. Hij werd ingedeeld bij het Belgische pantserkorps Korps Autos-Canons-Mitrailleuses (ACM) en in 1915 werd hij naar het front van Galicië gestuurd. Hij bracht het tot onderofficier en maakte met de ongeveer 400 andere ACM-leden alle avonturen van het korps mee. Hun expeditie groeide uit tot een driejarige odyssee: vertrek per schip naar Petrograd in het najaar van 1915, frontdienst in Galicië in 1916-17, oponthoud in Kiev na de Russische Oktoberrevolutie, per trein dwars door Siberië naar Vladivostok, overtocht naar de VS, propagandatocht van San Francisco naar New York en uiteindelijk Atlantische overtocht naar Frankrijk met aankomst in Bordeaux in juni 1918. Lahaut heeft geen enkel geschrift nagelaten over zijn deelname aan die driejarige expeditie als oorlogsvrijwilliger in Belgische militaire dienst.
Tijdens zijn periode aan het front van Oost-Europa was Lahaut getuige van de gebeurtenissen na de Oktoberrevolutie in Oekraïne, de nederlaag van het Russische leger en de bloedige strijd tussen Oekraïense nationalisten en communisten. Hij werd er sterk beïnvloed door het gedachtegoed van Vladimir Lenin en keerde terug naar België met de overtuiging dat het leninisme het gelijk aan haar zijde had.

### Interbellum
Na de oorlog hernam Lahaut zijn syndicale activiteiten en werd hij secretaris van de Luikse federatie van de Centrale van Metaalarbeiders. Zijn sympathie voor het bolsjewisme en zijn radicale syndicale praktijken verontrustten de socialistische leidinggevenden in Luik. Een staking in de staalfabriek van Ougrée-Marihaye, die deel uitmaakte van de sector waarvoor Lahaut als vakbondssecretaris verantwoordelijk was, legde in 1921 de breuklijnen tussen Lahaut en de Luikse Centrale van Metaalarbeiders bloot. Omdat de staking niet als een succes werd beschouwd, besloot de Centrale niet langer stakingsvergoedingen te betalen en op te roepen om het werk opnieuw op te nemen. Lahaut moedigde de stakers echter aan om de staking voort te zetten, waardoor ze in totaal negen maanden lang zou duren. Als gevolg hiervan werd Lahaut wegens een gebrek aan discipline uit de Centrale van Metaalarbeiders en de BWP gestoten. Vervolgens stichtte hij de communistische vakbond Chevaliers du Travail, die zich in 1930 aansloot bij de Centrale révolutionnaire des Mineurs en zich aansloot bij de Rode Vakbondsinternationale, het Profintern. In 1924, 1927 en 1930 nam Lahaut als verantwoordelijke deel aan het derde, vierde en vijfde congres van deze internationale organisatie.
In 1923 werd Lahaut gearresteerd op verdenking van betrokkenheid bij een vermeend communistisch complot om de staat omver te werpen, nadat verschillende communistische leiders zich hadden uitgesproken tegen de bezetting van het Ruhrgebied door het Franse en Belgische leger. Omdat hij niet aangesloten was bij de Kommunistische Partij van België (KPB of PCB), werd hij echter niet aangehouden en uiteindelijk werden alle beschuldigden door het Hof van assisen bij gebrek aan bewijs vrijgesproken. Kort daarna trad Lahaut officieel toe tot de PCB en werd in 1926 verkozen tot gemeenteraadslid van Seraing, een mandaat dat hij bekleedde tot aan zijn overlijden in 1950.
In 1928 trok Lahaut voor een lang verblijf naar de Sovjet-Unie, om er te herstellen van een zware ziekte. Hij onderhield er contact met Frédéric Legrand, een Belgische arbeider-militair die zich na de Oktoberrevolutie in de Sovjet-Unie had gevestigd, reisde met zijn partijgenoot Joseph Leemans door het land en onderhandelde financiële bijstand voor de aankoop van een theater in Seraing, dat gebruikt werd voor vergaderingen van de Chevaliers du Travail, maar ook als lokaal voor de Kommunistische Partij en voor Italiaanse antifascisten die naar België waren gevlucht voor het regime van Benito Mussolini. Na zijn terugkeer naar België werd Lahaut in 1929 verkozen tot provincieraadslid van Luik, wat hij bleef tot in 1932.
Lahaut was een van de aanjagers van de grote mijnstaking van 1932 in de Borinage en werd vanwege opruiing even opgesloten in de gevangenis. Later dat jaar werd hij voor het arrondissement Luik verkozen in de Kamer van volksvertegenwoordigers, waar hij bleef zetelen tot aan zijn dood in 1950. In de jaren daarna onderschreef hij de koerswijziging van de Communistische Internationale om een volksfront met de socialisten op te zetten en onderhandelde hij mee over de fusie tussen de Centrale révolutionnaire des mineurs met de socialistische Nationale Centrale der Mijnwerkers van België.
Na het plotselinge overlijden van secretaris-generaal Joseph Jacquemotte in oktober 1936 groeide Lahaut door zijn oratorisch talent, charisma en grote populariteit bij de basis uit tot de belangrijkste leidersfiguur. Zijn gebrek aan politieke vorming, zijn slechte organisatorische vaardigheden en eigengereidheid speelden echter in zijn nadeel en daarom besloot de Komintern om een triumviraat aan te stellen aan de leiding van de KPB: Lahaut voor Wallonië, Georges Van den Boom voor Vlaanderen en voor Brussel Xavier Relecom (die in 1939 de enige secretaris-generaal werd).

### Tweede Wereldoorlog
Als vurig antifascistisch militant ondersteunde Lahaut tijdens de Spaanse Burgeroorlog de Republikeinen. Toen Nazi-Duitsland in 1940 België binnenviel, bleef hij op post als gemeenteraadslid van Seraing en werd hij bij afwezigheid van de gevluchte titularissen aangesteld tot schepen van Openbare Werken, een functie die hij vervulde tot in 1942. Hij maakte hiervan gebruik om naar Vichy-Frankrijk te reizen om er ontheemde Belgische kinderen te herenigen met hun familie. Tijdens de Duitse bezetting bleef Lahaut zijn politieke functies uitoefenen in het openbaar en voerde hij tegelijk de leiding over communistische militanten in het ondergrondse Belgisch verzet in de Tweede Wereldoorlog. Hij liet zich niet afschrikken door de bezetter en verstoorde in januari 1941 aan het hoofd van een tegenmanifestatie van duizenden mensen een bijeenkomst van de Waalse fascistische leider Léon Degrelle, die Duitse bescherming genoot. 
Toen op 10 mei 1941 de metaalarbeiders van Cockerill het werk neerlegden vanwege de schrijnende leefomstandigheden, was Lahaut de onbetwiste leider van de actie. Hij onderhandelde in Brussel met de Belgische werkgevers en met de secretaris-generaal voor Landbouw en Voedselvoorziening. Op 17 mei dreigden de Duitsers met harde maatregelen. Op 19 mei 1941 waren er na de aansluiting van mijnwerkers uit het Luikse bekken naar schatting 60.000 deelnemers aan de staking. In de clandestiene pers ging dit de geschiedenis in als "De Staking der 100.000". Tussen 19 en 21 mei hervatten de arbeiders het werk. Lahaut kreeg 8% loonsverhoging en verhoging van het rantsoen voor elkaar. Achteraf bleek dat Hitler zelf tussenbeide was gekomen om de sociale onrust te temperen. Elke stakingsdag kostte hem tonnen staal, die hij nodig had voor de productie van wapens die zouden worden ingezet voor de invasie van de Sovjet-Unie. 
De staking der 100.000 bekocht Lahaut in juni 1941, bij de inval van de nazilegers in Rusland, met een arrestatie door de Gestapo. Hij werd overgebracht naar het fort van Hoei, waar hij tot drie keer toe probeerde te ontsnappen. Uiteindelijk werd hij afgevoerd naar het concentratiekamp Neuengamme, waar hij door zijn altruïstische houding als bijnaam kreeg: l'homme qui a le soleil dans sa poche, "de man die de zon in zijn broekzak heeft". Hij werd er ter dood veroordeeld en in 1944 afgevoerd naar concentratiekamp Mauthausen. Op 5 mei 1945 werd hij meer dood dan levend bevrijd door de Amerikanen.

### Na de oorlog
Na zijn terugkeer naar België en het einde van de Tweede Wereldoorlog was Lahaut de enige vooroorlogse communistische secretaris-generaal die zijn prestige had kunnen behouden. Edgar Lalmand had tijdens de oorlog de functies van secretaris-generaal overgenomen, waardoor het Centraal Comité besloot om Lahaut in augustus 1945 aan te stellen tot voorzitter van de KPB, die toen op het toppunt van haar populariteit stond. Hoewel niet hij, maar secretaris-generaal Lalmand de echte partijleider was, werd de welsprekende tribuun Lahaut een populaire politicus en van 1946 tot 1947 was hij ondervoorzitter van de Kamer. Bij de gemeenteraadsverkiezingen van november 1946 werden de communisten de grootste partij in Seraing en kon Lahaut aanspraak maken op de functie van burgemeester. De socialisten hielden echter vast aan de sjerp, waardoor hij genoegen moest nemen met de post van schepen van Financiën. Lahaut vervulde de functie tot aan zijn dood in 1950.
Ook was hij actief in de Waalse acties tegen de terugkeer van koning Leopold III. Toen prins Boudewijn op 11 augustus 1950 in het parlement de eed aflegde als koninklijke prins, een gebeurtenis die het formele einde van de Koningskwestie betekende, werd de plechtigheid verstoord door de kreet "Vive la République". Lahaut werd aangeduid als diegene die dit had geroepen. In werkelijkheid hadden verscheidene communistische parlementsleden - ook Lahaut - dit geroepen. Een van hen, Georges Glineur, verklaarde later dat het zijn stem was, en niet die van Lahaut, die hoorbaar is op de bandopname van de plechtigheid. Het is twijfelachtig dat dit incident de oorzaak vormde voor de latere aanslag op Lahaut en zelfs door tijdgenoten werd dit verband niet onmiddellijk gelegd.  Toch werd deze thesis onder meer door Ivan Ollevier, een VRT-journalist, in een boek herhaald, en hij stelde daarbij dat niet Lahaut, maar Henri Glineur de gewraakte kreet geroepen zou hebben. De historici die de moord in opdracht van de regering onderzocht hebben, brengen ze eerder in verband met de Koude Oorlog dan met de ontknoping van de Koningskwestie en de beruchte kreet.
Bij de volgende eedaflegging, van Albert II in 1993, riep Jean-Pierre Van Rossem "Vive la République d'Europe, vive Julien Lahaut!", verwijzend naar het incident en de moord. Jean-Pierre Van Rossem publiceerde in 2011 een boek over het Belgisch uranium dat voor de atoombommen op Hiroshima en Nagasaki werd gebruikt en bracht deze kwestie in verband met zowel de moord op Lahaut als die op Lumumba.

## Moord op Lahaut
Op 18 augustus 1950 liquideerde een vierkoppig commando het Kamerlid Lahaut op de dorpel van zijn rijhuis in Seraing. De moord kwam een week na de eedaflegging van koning Boudewijn. Op zijn begrafenis waren er naar verluidt meer dan 150.000 rouwenden.
Er kwam een gerechtelijk onderzoek naar de moord onder leiding van onderzoeksrechter René Loupe en anderen. De laatste onderzoeksdaad werd gesteld in 1964 en na een verjaring van toen nog twintig jaar besloot de raadkamer in 1972 het dossier te beëindigen met een buitenvervolgingstelling. Toen werd aangenomen dat Lahaut werd vermoord door wraakzuchtige royalisten die het niet konden verkroppen dat koning Leopold III moest aftreden onder druk van 'het gepeupel' en 'straatoproer'. Later bleek dat er het motief eerder anticommunistisch was. De moord was politiek gemotiveerd, maar dat gaf de Luikse onderzoeksrechters geen vrijgeleide om zomaar alle extreemrechtse of pro-leopoldistische organisaties en figuren te ondervragen. De omstandigheden rond deze moord en de afwikkeling erna vormen in de Belgische naoorlogse periode een al even beladen dossier als de aanslag op de IJzertoren in de nacht van 15 op 16 maart 1946. In 2003 werd deze aanslag trouwens ook in verband gebracht met de leider van het moordcommando.

### Onthulling moordenaars
Na een telefonische tip (volgend op een tv-uitzending van Maurice De Wilde) identificeerden historici Rudi Van Doorslaer en Etienne Verhoeyen in 1985 ‘Adolphe’ uit Halle als leider van het commando. Zijn echte naam, François Goossens, werd in 2002 publiek gemaakt door toenmalig senator Vincent Van Quickenborne. 'Adolphe' zat in de Tweede Wereldoorlog in de Nationale Koninklijke Beweging (NKB), een Leopoldistische verzetsbeweging waarvan een groot deel anticommunistisch was. De strijd om de terugkeer van Leopold III zorgde voor een enorme polarisering en de Koude Oorlog kwam op kruissnelheid. Het Amerikaanse Central Intelligence Agency kwam in deze context in heel Europa tussenbeide. Volgens sommigen maakte 'Adolphe' ook deel uit van Operatie Gladio, een stay-behind netwerk waarrond er in 1990-1991 een parlementaire onderzoekscommissie was. In 2015 hebben professor Emmanuel Gerard en zijn collega's evenwel aangetoond dat de moord gepleegd werd door een anticommunistisch netwerk dat al actief was in 1945 en vanaf 1948 gefinancierd werd door de twee grootste holdings van het land: Société Générale en Brufina. Herman Robilliart, directeur van de Société Générale, werd genoemd als financier van Moyens activiteiten.
De CVP-minister Albert de Vleeschauwer en de militaire veiligheidsdienst werden er in verschillende bronnen van beschuldigd een belangrijke rol te hebben gespeeld in de voorbereiding en/of het toedekken van de moordaanslag. Senator Vincent Van Quickenborne eiste daarom in maart 2002 een onderzoekscommissie die naar analogie met de Lumumba-commissie eindelijk klaarheid moest scheppen. Voorheen werd een dergelijke commissie reeds meerdere malen, zonder succes, gevorderd.

### Nieuwe wending in de zaak
Aanvankelijk was er sprake van een driekoppig moordcommando uit de Halse verzetsgroep "De fret": François Goossens en de zoon en de schoonzoon van de toenmalige CVP-burgemeester van Halle, Jan-Niklaas Devillé. Uit een reportage Keerpunt op de Vlaamse tv-zender Canvas (17 december 2007) blijkt dat er een vierde deelnemer was geweest, die echter niet genoemd wilde worden. Deze vierde man zou de dodelijke schoten gelost hebben toen Julien Lahaut zijn deur opende, terwijl François Goossens enkel een schot heeft gelost bij het weglopen. Het artikel in het dagblad De Morgen (4 december 2007) wijst in de richting van de enige in 1950 reeds volwassen zoon van de toenmalige Halse burgemeester die nu nog in leven is ('nu', d.i. op 4 december 2007, datum van het krantenartikel). Goossens was echter de leider van het commando. Hij werkte onder meer voor het anticommunistisch netwerk van André Moyen en was eveneens verbonden met een netwerk dat contact had met monseigneur Leclef, privésecretaris van de Belgische kardinaal Jozef Van Roey. Dat netwerk werd geleid door Auguste Roeseler.

### Opdrachtgevers en bescherming van hogerhand
Over de eventuele opdrachtgevers werd decennialang druk gespeculeerd. De kwestie gaf aanleiding tot tal van complottheorieën. De meeste theorieën baseerden zich op het boek van Etienne Verhoeyen en Rudi Vandoorslaer uit 1985, maar voegden er nog tal van nieuwe elementen aan toe. Zo was er een artikel in de Morgen van 22 december 2007.
Net als Verhoeyen en Van Doorslaer baseerde Douglas De Coninck zich op een aantal verklaringen van André Moyen. Moyen was reeds voor de oorlog actief als spion voor de Militaire Veiligheid. Tijdens de Bezetting maakte hij deel uit van de verzetsorganisatie Athos. Die organisatie bestond hoofdzakelijk uit leden van het fascistische Légion Nationale. Na de oorlog leverde Moyen hand-en-spandiensten aan de Militaire Veiligheid. Hij verzamelde voornamelijk inlichtingen over de activiteiten van communistische militanten in België en deed aan desinformatie in allerhande dag- en weekbladen. Op die manier slaagde hij erin om het 'Rode Gevaar' groter voor te stellen dan het in werkelijkheid was. Vanaf 1948 richtte André Moyen zich voltijds op de uitbouw van zijn anticommunistisch netwerk, BACB (Belgisch Anticommunistisch Blok), dat uitsluitend bestond uit onbezoldigde agenten. Een van die agenten was François Goossens (overleden in 1979). Volgens een verklaring van een van de zonen van Goossens in 2003, heeft Moyen steeds elke betrokkenheid ontkend. Goossens zou op eigen houtje gehandeld hebben en Moyen nadien ingelicht hebben. Goossens werkte eveneens ondergronds voor de inlichtingendienst van Auguste Roeseler en dus werd er druk gespeculeerd over de eventuele betrokkenheid van het aartsbisdom en het Vaticaan. Volgens de gegevens uitgezonden in het tv-programma Keerpunt werd Goossens enkele dagen na de moord ontvangen door monseigneur Leclef op het bisschoppelijk paleis van Mechelen. Een geestelijke was ook aanwezig in de zomer van 1951 bij de 'jury' in het klooster van de paters-conventuelen in Halle. Goossens stond hier 'terecht' samen met een ontvoerde en geblinddoekte agent van de Staatsveiligheid Pierre Potargent. Moyen beschouwde de moord als een stommiteit, die een gevaar kon betekenen voor zijn netwerk en zou Goossens daarom de hand boven het hoofd hebben gehouden. Toen de naam van Goossens in 2002 in de pers kwam, herhaalde Moyen dat Goossens een "heethoofd" was en noemde hij hem zelfs een "trotskist".
Uit de studie van Verhoeyen en Van Doorslaer bleek dat André Moyen verschillende keren in het vizier van de onderzoeksrechter in Luik was gekomen. De laatste keer in 1958 toen er sprake was van een heuse doorbraak in het gerechtelijk onderzoek. Op 1 april 1958 werd in het Brusselse justitiepaleis een proces geopend tegen Emile Delcourt wegens oplichting van zijn werkgever, de Kardinaal Mercier Stichting. Delcourt beweerde dat hij nooit had verwacht dat het tot een proces zou komen omdat "een deel van de fondsen gebruikt was om de moord op Lahaut te financieren". Hij vernoemde eveneens Paul Calmeyn, onderpastoor in de Onze-Lieve-Vrouwkerk op de Zavel in Brussel. Deze zou met Moyen hebben vergaderd enkele dagen voor de moord en het moordplan ontvouwd hebben. In werkelijkheid werd Calmeyn opgelicht door Delcourt en probeerde die laatste aan gerechtelijke vervolging te ontsnappen door te beweren dat hij iets afwist van de moord op Lahaut. Delcourt was de drijvende kracht geweest achter het anticommunistische FNBI en was in die hoedanigheid ook in contact gekomen met André Moyen. Die laatste stelde echter geen enkel vertrouwen in hem en verklaarde tegenover de onderzoeksrechter in Luik dat hij niets met Delcourt te maken wilde hebben en hoegenaamd niets afwist van de moord op Lahaut.
Over een ander element in het onderzoek van de Luikse onderzoeksrechter René Loupe werd sinds 1985 eveneens druk gespeculeerd. Hij kreeg op 2 oktober 1950 een nota van de Staatsveiligheid waarin gemeld werd dat Goossens zich beroemde op de moord op Julien Lahaut. Onderzoeksrechter Louppe stelde onmiddellijk commissaris Joseph Dessaucy van de Gerechtelijke Politie van Luik aan om dit spoor na te trekken. Op 4 november 1950 schreef Dessaucy een pv over Goossens. De toon is bijzonder relativerend: Goossens is een verzekeringsagent uit Halle. Aangezien hij tijdens de Bezetting actief was binnen het Verzet, beschikt hij over een wapenvergunning. Zijn werk als verzekeringsagent betekent ook dat hij zich over het hele land moet kunnen verplaatsen en daarvoor gebruikt hij een wagen van het merk en type Standard Vanguard. Bovendien 'lijkt hij geen contacten te onderhouden met verdachte personen of mensen die zich inlaten met de politiek'. Kortom, de Staatsveiligheid had alles opgeblazen want Goossens was niet meer dan 'een nogal uitbundig en opschepperig karakter' dat 'niet zou aarzelen zich interessant te maken door te beweren dat hij bij bepaalde zaken betrokken is waarvan hij in werkelijkheid slechts een beperkte kennis heeft'. Besluit: 'Behalve een grote mond valt er niets op hem aan te merken.' Goossens verdween dus uit het vizier van de onderzoeksrechter zonder ooit ondervraagd te zijn. Ook zijn alibi werd niet eens nagetrokken. In 1951 bood zich echter een nieuwe kans aan om Goossens alsnog op het spoor te komen. De Standard Vanguard werd op 27 augustus 1951 door Goossens gebruikt bij de handtasdiefstal op Frederika Stern. In deze handtas zaten documenten van de KPB, die trouwens onmiddellijk werden doorgespeeld aan Moyen die ze publiceerde in het blad Europe-Amérique. De advocaat van Stern vroeg aan het Luikse gerecht om te onderzoeken of de zaak-Stern geen verband hield met de moord op Lahaut.  Het was opnieuw commissaris Dessaucy die op onderzoek uitging. In zijn pv aan de onderzoeksrechter kwam hij tot de volgende conclusie:  'We hebben geen aanwijzingen gevonden die toelaten om een verband te leggen tussen de aanslag op Lahaut Julien en de daad van agressie waarvan Stern Frederika het slachtoffer werd. (...) Het dient opgemerkt dat het onderzoek naar de moord op Lahaut Julien nooit gestoten is op een Standard-Vanguard met grijze kleur.' Strikt genomen klopte dat ook. Onmiddellijk na de moord maakte geen enkele getuige gewag van een Standard Vanguard die gebruikt zou zijn tijdens de aanslag. Toch stellen de auteurs van "Wie heeft Lahaut vermoord?" onomwonden het volgende: 'Ons is het volgende opgevallen. De man die in november 1950 de informatie over François Goossens registreerde - met vermelding van een grijze Standard-Vanguard uit 1950 - was eerstaanwezend commissaris Dessaucy. De man die in mei 1952 kordaat opmerkte dat er geen Standard-Vanguard in de zaak-Lahaut voorkwam, was eveneens eerstaanwezend commissaris Dessaucy. Hij had zich de informatie over Goossens kunnen herinneren. Of wilde hij dat niet?' Ook André Moyen werd vakkundig uit de wind gezet. Volgens de inlichtingen die de onderzoeksrechter kreeg doorgespeeld, was Moyen niet meer dan een eenvoudige journalist.
De onderzoeksrechter(s) beschikte dus weliswaar over onvoldoende materiële aanwijzingen om tot een doorbraak te kunnen komen, maar werd in zijn werkzaamheden ook tegengewerkt door leden van de gerechtelijke politie die banden hadden met het netwerk van Moyen. Dat is de conclusie van het onderzoek dat tussen 2011-2015 werd uitgevoerd door drie historici in opdracht van de federale regering.

### Wetenschappelijk onderzoek naar de moord in opdracht van de regering
In december 2007 dienden de Belgische senatoren Patrik Vankrunkelsven (Open Vld) en Josy Dubié (Ecolo) een wetsvoorstel in tot oprichting van een parlementaire onderzoekscommissie naar de moord op Lahaut.
Eind november 2008 raakte bekend dat senator Pol Van Den Driessche (CD&V) na overleg met de senaatsfractie van Open Vld, die eerder een gelijkaardig voorstel had ingediend, een voorstel van resolutie ging uitwerken met de steun van alle fracties in de Senaat om het CegeSoma bijkomend archiefonderzoek te laten verrichten, sinds de klassering van de zaak in 1972 en de publicatie van de eerste studie over zaak in 1985. De argumentatie luidde dat er sindsdien nieuwe feiten aan het licht gekomen waren rond de zaak; getuigen hadden gesproken en in de pers allerhande verklaringen afgelegd. De Senaatscommissie Justitie vroeg de regering om de nodige fondsen en vroeg dat het CegeSoma toegang zou krijgen tot alle betrokken archieven van de openbare of privaatrechtelijke instellingen.
Eind februari 2011 werd bekend dat het CegeSoma het onderzoek in deze zaak (analyse van het verloop van de feiten en het juridisch onderzoek) zou starten onder leiding van de Leuvense professor Emmanuel Gerard. Dit federale onderzoekscentrum kreeg hiervoor € 200 000 (€ 150 000 van de Franse Gemeenschap en € 50 000 van privé-giften). Het onderzoek moest achterhalen waarom het gerechtelijk onderzoek op niets is uitgedraaid en opheldering brengen aangaande de mogelijke daders en eventuele opdrachtgevers. Samen met de historici Widukind De Ridder en Françoise Muller zou Emmanuel Gerard uiteindelijk drie jaar aan het onderzoek wijden. Hun resultaten werden in mei 2015 voorgesteld in de gebouwen van de Senaat in de vorm van een boek: "Wie heeft Lahaut vermoord? De geheime Koude Oorlog in België" (Davidsfonds/Leuven).
Daarin werd onder meer geconcludeerd dat de moord kaderde binnen de Koude Oorlog en niet zozeer binnen de Koningskwestie. De daders maakten deel uit van een anticommunistisch netwerk dat geleid werd door André Moyen en op de financiële steun kon rekenen van zowel de Société Générale als Brufina. Ze vonden echter geen aanwijzingen dat de moord in opdracht van derden zou zijn uitgevoerd en achtten dit zelfs eerder twijfelachtig. In elk geval beschikte het netwerk over uitstekende contacten binnen diverse brigades van de Gerechtelijke Politie in Brussel, Antwerpen en Luik. Reeds in 1948 werd in Antwerpen een aanslag beraamd door leden van het Netwerk, maar van dit voornemen werd afgezien nadat gebleken was dat een van de leden uit de biecht had geklapt bij een lid van de gerechtelijke politie die -nota bene- zélf een agent was van Moyen. De verwevenheid of collusie tussen het netwerk van Moyen en de gerechtelijke politie verklaart volgens de onderzoekers waarom het onderzoek gedoemd was om te mislukken. Moyen en Goossens werden telkens opnieuw vakkundig uit de wind gezet, hoewel de onderzoeksrechter(s) daadwerkelijk hun uiterste deden om de daders te vatten. Met name de staatsveiligheid zat bijzonder verveeld met de activiteiten van Moyen en dit verklaart vermoedelijk ook de beruchte nota van september 1950 waarin Goossens onrechtstreeks genoemd wordt als dader van de moord.
Vanaf 1948 beschikte het netwerk van Moyen ook over een Congolese tak onder de naam "Crocodile". Na een aantal spectaculaire onthullingen over de vermeende grootschalige infiltratie van Sovjet-agenten in de kolonie, moet Moyen zijn activiteiten omstreeks 1950 noodgedwongen terugschroeven. Zijn actieterrein begint zich te beperken tot Katanga (Union Minière) en op 20 december 1950 wordt hem zelfs de toegang tot Belgisch-Congo ontzegd door gouverneur-generaal Jungers. Minder dan een jaar later lijkt de rol van Crocodile helemaal uitgespeeld wanneer een aantal agenten van Moyen ervan beschuldigd wordt een uraniumdiefstal in de Union Minière te hebben opgezet.
In 1950 stort Moyen zich vol overgave in de Koningskwestie en beschouwt hij de terugkeer van Leopold III als de conditio sine qua non voor de strijd tegen het communisme. Hoewel François Goossens lid was van het netwerk van Moyen, hebben de onderzoekers geen sluitend bewijs gevonden van de mogelijke betrokkenheid van Moyen. Ze hebben wel een rapport van Moyen opgediept van 31 augustus 1950 waarin hij aan zijn correspondenten het volgende laat weten:
De executie van Lahaut heeft de lamlendigheid van de overheid aangetoond. (...) Zij die gehandeld hebben zijn van mening dat het tijd is om onze gezagsdragers wakker te schudden, en aangezien die geen actie willen ondernemen tegen de vijfde colonne, doen zij het in hun plaats. (...) We kunnen daaraan toevoegen dat de actiegroep die zich zo uitspreekt, haar reeks verder zal afwerken tot de overheid beslist om zelf een einde te maken aan de kuiperijen van de Vijfde Colonne van de Sovjets. (...)  En men is vastbesloten om magistraten te treffen die zich te ijverig zouden tonen om de dood van deze 'verraders' te wreken. (...)  We brengen op deze manier zonder commentaar verslag uit van de ideeën die leven binnen het milieu dat wij verantwoordelijk achten voor de executie van Lahaut: het gaat in elk geval om een apolitieke en zelfs antipolitieke groep, patriottisch en onbaatzuchtig, die aanvankelijk gedacht had om pas ten tonele te verschijnen op het ogenblik van de bezetting door de Sovjets. Het is een soort synarchie die haar pionnen heeft in de meest gesloten kringen en, in het geval van Lahaut, tot bij de onderzoekers.
De onderzoekers beschouwen dit als een "opeising" van de moord, maar geven toe dat dit niet noodzakelijk hoeft te betekenen dat Moyen in opdracht van zijn broodheren, Marcel De Roover (Brufina) en Herman Robiliart (Union Minière), zou gehandeld hebben. De onderzoekers suggereren integendeel dat dit bewuste rapport van 31 augustus diezelfde broodheren ertoe verbond om het netwerk de hand boven het hoofd te houden.
De collusie tussen private en publieke diensten wordt dus naar voren geschoven als de voornaamste reden waarom Moyen vrij spel kreeg in het naoorlogse België. De daders uit Halle voelden zich direct of indirect gedekt.

## Standbeeld

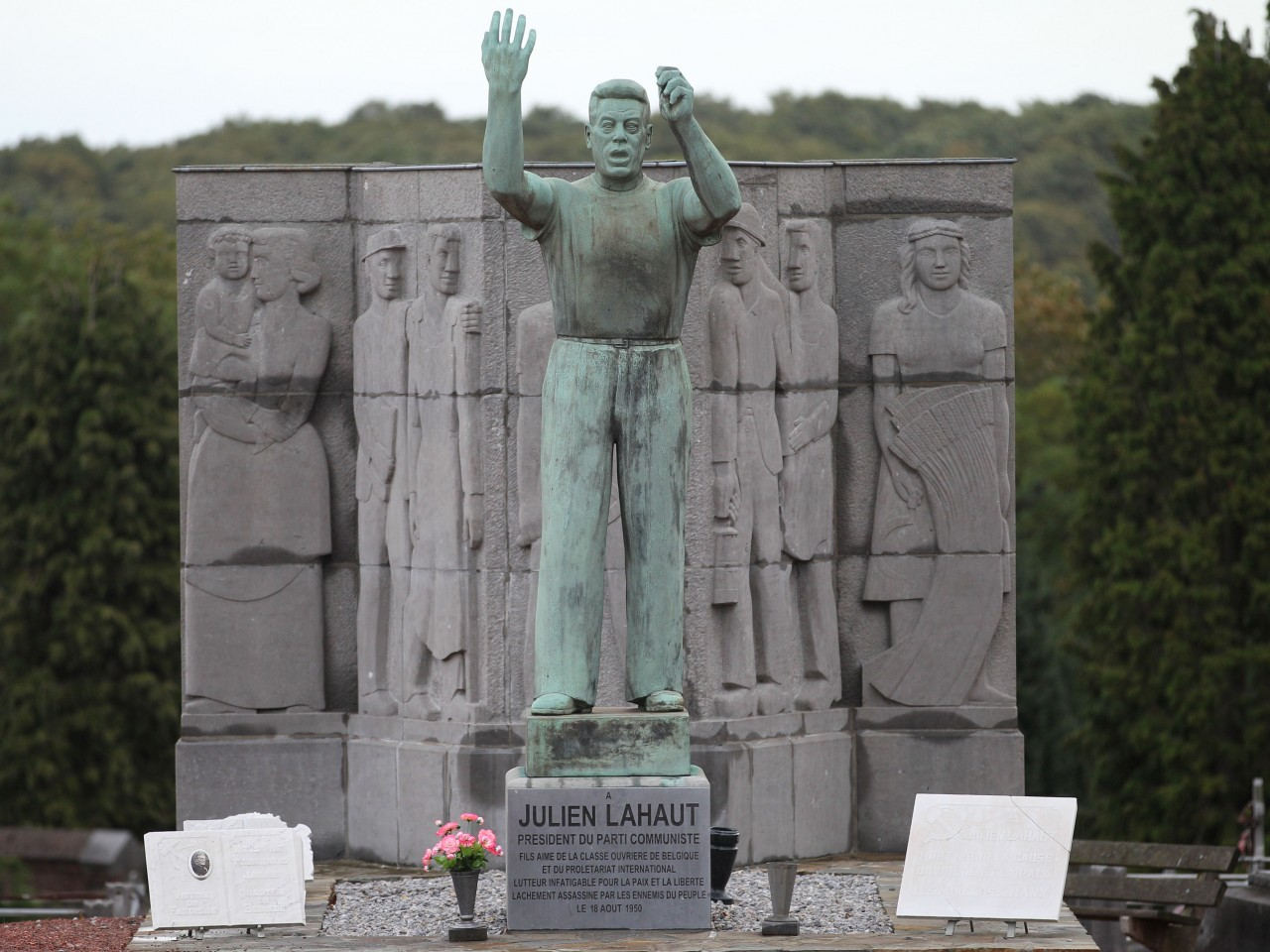
Standbeeld van Julien Lahaut in Seraing

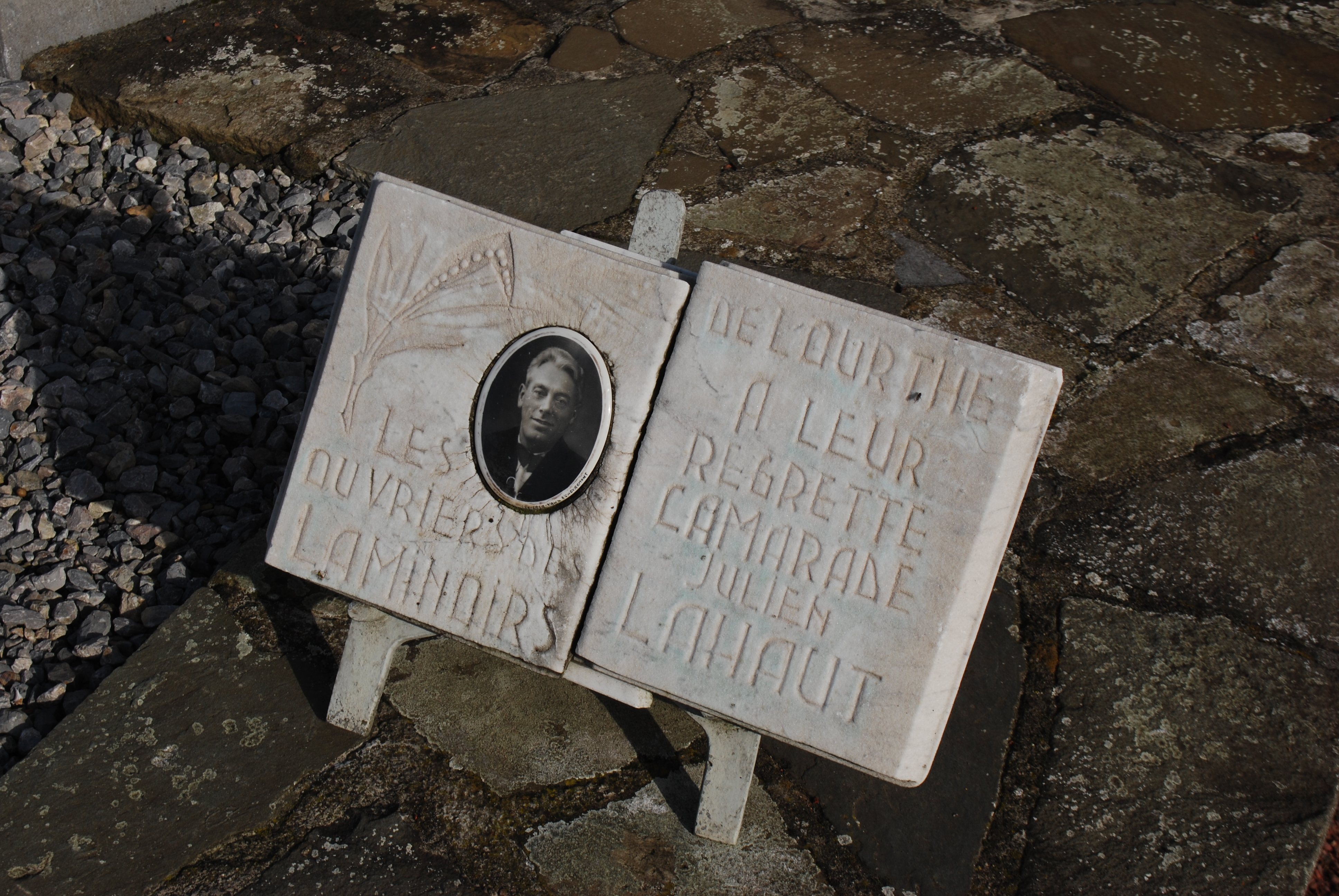
Grafportret van Julien Lahaut in Seraing

Op het kerkhof van Seraing staat een standbeeld met de beeltenis van Lahaut.